# Виник Мали
Виник Мали је мало ненасељено острво у хрватском делу Јадранског мора, у акваторији општине Муртер-Корнати у групи од 14 острва и острвца око северозападне половине острва Муртера.
Острвце се налази у шибенском архипелагу југоисточно од Великог Виника око 0,6 км северозападно од »Марине Храмина«, која се налази у насељу Муртер. Површина острвца износи 0,06 км². Дужина обалске линије је 0,9 км.. 